# 超然
超然（ちょうねん、寛政4年12月23日（1793年2月3日）- 慶応4年2月29日（1868年3月22日））は、江戸時代後期の浄土真宗の僧。父は近江国円照寺の僧大涛。号は虞淵。諡は高尚院。
1808年（文化5年）本寺にあたる西本願寺で得度。1821年（文政4年）本願寺学林の義諦と雲幢との対論を調停し、また三業惑乱後の宗論の混乱を収束させた。嘉永年間（1848年－1854年）には本願寺広如の命により、「真宗法要典拠」を著している。幕末期には尊王論を主張し、頼三樹三郎や周防国妙円寺の月性らと交流した。1917年（大正6年）勧学が追贈されている。